# Beyeria lanceolata
Beyeria lanceolata är en törelväxtart som beskrevs av David A. Halford och Rodney John Francis Henderson. Beyeria lanceolata ingår i släktet Beyeria och familjen törelväxter. Inga underarter finns listade i Catalogue of Life.